# (10834) Zembsch-Schreve
(10834) Zembsch-Schreve (1993 VU5) – planetoida z grupy pasa głównego asteroid okrążająca Słońce w ciągu 3,55 lat w średniej odległości 2,32 j.a. Odkryta 8 listopada 1993 roku.